# Heiner Pudelko
Heiner Pudelko (* 18. August 1948, Oberschlesien; † 11. Januar 1995) war ein deutscher Rhythm-'n'-Blues- und Rocksänger, der insbesondere als Kopf der Band Interzone bekannt wurde. Pudelkos Spezialität war sein ausgefeilter Gesangsstil mit dem ansatzlosen Sprung der Stimme ins kreischende Falsett.

## Bis 1977
Schon sehr früh begann der in Schlesien geborene Sänger, inspiriert durch Krawalle beim Berliner Konzert von Bill Haley & His Comets mit dem Musikmachen, gründete 1962 mit The Huts in West-Berlin eine Band, die bereits zwei Jahre später zusammen mit Spencer Davis auf der Bühne stand. 1968 gründete er mit dem gerade bei Tangerine Dream ausgestiegenen Bassisten Kurt Herkenberg die Band Curly Curve. Nachdem Pudelko Anfang der 1970er Jahre bei Curly Curve wieder ausgestiegen war, wurden einige Musiker Mitglied bei Curve, die später noch von Bedeutung für Pudelkos musikalische Karriere sein sollten: Gitarrist Leo Lehr und Schlagzeuger Hans Wallbaum.

## 1978 bis 1987
Als 1978 die Nina Hagen Band ihre ersten großen Erfolge feiern konnte, war dies für Pudelko wie eine Initialzündung. Die Texte des Literaten Wolf Wondratschek hatten es ihm angetan, sie wollte er vertonen. Genau zu der Zeit kamen Herkenberg, Wallbaum und Lehr auf ihn zu und gemeinsam gründeten sie 1979 die Band Interzone.
Schon bald stieg Kurt Herkenberg wieder aus dem Projekt aus und das Trio Pudelko, Wallbaum und Lehr fusionierte mit dem Bassisten Ralf „Trotter“ Schmidt, Mario „BiBi“ Schulz und Keyboarder Axel Fuhrmann von der Berlin Bar Band zur zweiten Interzone-Formation. In einem Bunker in Berlin-Kreuzberg nahmen sie mit der Vier-Spur-Bandmaschine des damals noch kaum bekannten Tonmeisters Udo Arndt die erste Interzone-Platte auf: eine Single, die später den Titel Kinderlieder aus Beton erhielt. Beim Verpacken half ihnen damals der Fotograf und Musikenthusiast Jim Rakete, der auch das Posterbild der Debütsingle aufgenommen hatte.
Nach einem erfolgreichen Auftritt von Interzone im Sommer 1980 vor dem Berliner Bethanien bot die Plattenfirma WEA Pudelko und seiner Band einen Plattenvertrag an. Die erste Langspielplatte wurde aufgenommen, wieder mit Arndt als Tonmeister und Co-Produzent. Allerdings zeigte sich, dass die WEA nur an den Rechten der Wondratschek-Songtexte interessiert gewesen war. Deshalb stagnierte Monate lang die Entwicklung bei Interzone, doch Pudelkos eigene Texte, die er in dieser Zeit schrieb, brachten die Band zurück in die Erfolgsspur. Das erste „offizielle“ Bandalbum mit dem Gruppennamen als Titel nahmen die Fünf Anfang 1981 in Eigenregie mit Udo Arndt als Co-Produzenten auf. Erst eine Woche vor Aufnahmeende gab WEA nach und bot der Band einen fairen Vertrag an.
Das Debütalbum, erschienen im Sommer 1981, und der zwei Jahre später erschienene Nachfolger Aus Liebe zählen heute noch zu den herausragenden Produktionen der Neuen Deutschen Welle (NDW). Die Neue Deutsche Welle erwies sich aber absolut nicht kompatibel mit der harten, auf Blues und Rock basierenden Musik Pudelkos. Des Weiteren überschatteten gleich mehrere Todesfälle innerhalb weniger Jahre aus dem engeren Umfeld von Interzone (Kurt Herkenberg † 1983, Conny Plank † 1987, Leo Lehr † 1988) die Karriere Pudelkos, der nach dem letzten Interzone-Album mit dem Titel Das süsse Leben (1985 erschienen) zwei Solo-Alben veröffentlichte. Das erste Soloalbum wurde von der Ex-Ideal-Musikerin Annette Humpe und Conny Plank produziert, der allerdings während der Produktion starb.

## 1988 bis 1995
Nach dem Ende von Interzone schrieb Heiner Pudelko unter anderem verschiedene Musiken für die TV-Jugendsendung Moskito und arbeitete mit Stanley Clarke an dem Curt-Cress-Soloalbum Sing, mit Heinz Rudolf Kunze (Gute Unterhaltung) und Manfred Maurenbrecher (Der Junge kann malen).
1991 erschien mit Gloria, produziert von Curt Cress, ein Comeback-Album, das auch von einem Fernsehauftritt bei Jürgen von der Lippe begleitet wurde. Nach mehreren schweren Erkrankungen wurde 1993 bei Pudelko ein Gehirntumor entdeckt, der mit einer Chemotherapie bekämpft werden sollte. Pudelko nahm noch einige Demos für eine neue Platte auf, verstarb aber knapp eineinhalb Jahre später im Alter von 46 Jahren an den Folgen der Krebserkrankung.

## Trivia
- Vor und nach seinem Tod wurden Pudelko-Songs von verschiedenen Musikern gecovert; am bekanntesten ist dabei der Titel Was ich an Dir mag in der Version von Ulla Meinecke.
- Zu Ehren Pudelkos veröffentlichte SPIEGEL Online an dessen 60. Geburtstag 2008 den Artikel Der ungezähmte Engel  über sein Werk und Wirken.
- Pudelko ist literarisches Vorbild für den „roten Hugo“ im 1982 erschienenen Lied Déjà vu von Spliff[1]

## Diskografie

### Reguläre Veröffentlichungen
- Christine (Single/1988) WEA Produziert von Annette Humpe und Conny Plank Mischung Gareth Jones
- Kinderlied/Die Lebendigen + Die Toten (EP/1979) – auch bekannt als Kinderlieder aus Beton
- Interzone (Album/1981)
- Hintermänner/Blues (Single/1981)
- Armer Paul/Prinzessin in Köln am Rhein (Single/1982)
- Aus Liebe (Album/1982)
- Aus Liebe/Das Spiel ist aus (Single/1982)
- Aus Liebe/Eisenmann (Maxisingle/1982)
- Ich und mein Freund die Katze/Neuer Tag (Single + Maxisingle/1984)
- Das süsse Leben (Album/1985)
- Mein Schatz/Menschentier/Verrat (Single + Maxisingle/1988)
- Mein Schatz (Album/1988 von WEA Musik) – mit Hans Wallbaum, Leo Lehr und Mario Schulz, produziert von Anete Humpe und Conny Plank
- Weinen/Dieses Jahr wird einfach wunderbar (Single + Maxisingle/1988)
- So was Schönes/Narren/Für Dich gemacht (Single + Maxisingle/1991)
- Gloria (Album/1991)
- Wenn ich will/Wahrheit Trommel (Single + Maxisingle/1991)
- Kleine Schwester Ost/Deshalb lieb ich Dich/Wenn ich will (Single + Maxisingle/1991)

### Spätere Veröffentlichungen oder Sondermaterial
- Diese Platte hat zehn Singles (Sonderedition der Fabrik Rakete/1985) – Das Album „Das süsse Leben“ als Single-Edition
- Mit artigsten Grüßen (Best-of-Album/1995)
- Die langen Messer der Nacht (Titel aus dem Heinz-Rudolf-Kunze-Album „Gute Unterhaltung“/1988) – Pudelko singt dort im Background
- Der Junge kann malen/In der Nachbarschaft (Titel aus dem Manfred-Maurenbrecher-Album „Viel zu schön“/1985) – Pudelko singt im Duett und im Hintergrund
- The Crezz (Titel aus dem Curt-Cress-Album „Sing“/1987)
- Kleine Schwester Ost (Titel aus dem Album "Moskito Songs 2/1990 Hinweis: Nicht identisch mit der CD-Version aus "Gloria")
- Wer passt zu mir (Titel aus dem Album "Moskito Songs 2/1990)
- Stricher (Titel aus dem Album „Moskito Songs 3“/1990)